# Opsigiás
Opsigiás, en grec moderne : Οψιγιάς, est un village du dème d'Amári, dans le district régional de Réthymnon de la Crète, en Grèce. Selon le recensement de 2011, la population d'Opsigiás compte 31 habitants.
Le village est situé à une distance de 39 km de Réthymnon et à une altitude de 480 mètres.

## Recensements de la population
| Recensements | 1900 | 1920 | 1928 | 1940 | 1951 | 1961 | 1971 | 1981 | 1991 | 2001 | 2011 |
| ------------ | ---- | ---- | ---- | ---- | ---- | ---- | ---- | ---- | ---- | ---- | ---- |
| Population   | 135  | 121  | 138  | 125  | 117  | 93   | 62   | 45   | /    | 66   | 31   |